# 과하주

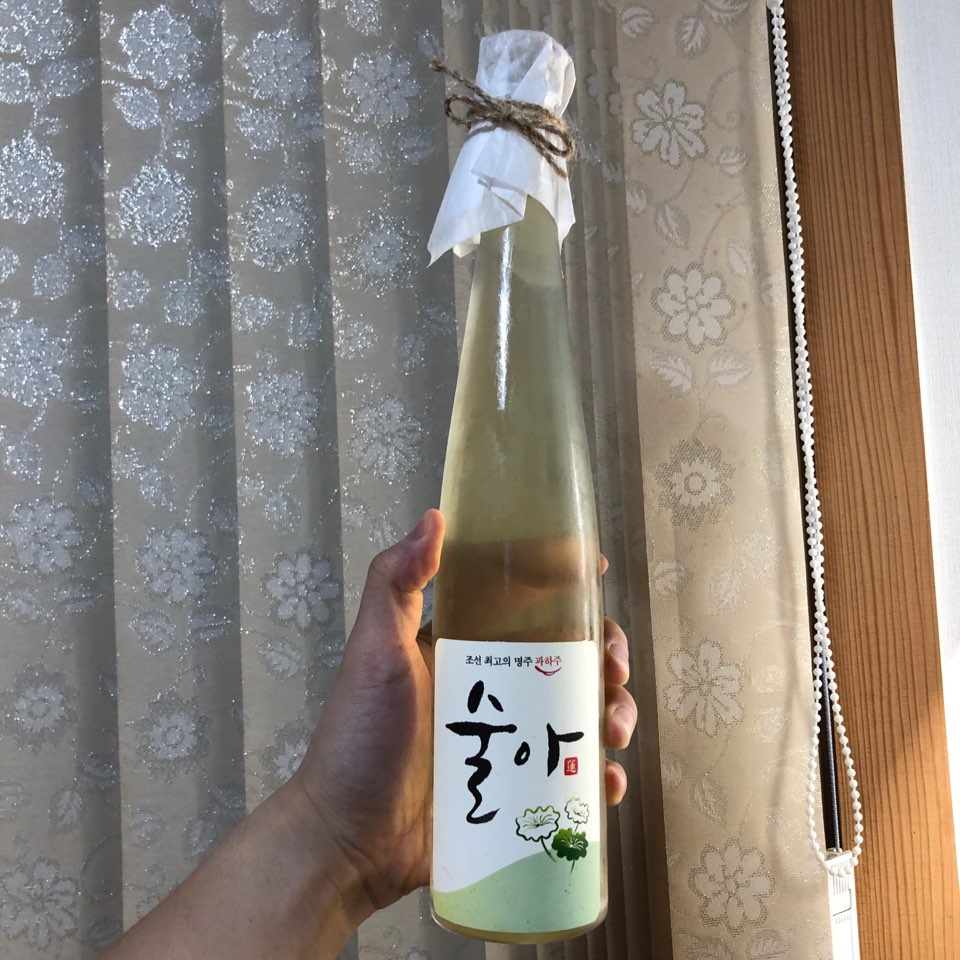

과하주(過夏酒)는 한국 전통의 강화 미주이다. 정제된 미주 청주는 증류된 소주를 추가하여 강화시켜서 과하주를 만든다. 저명한 종류로는 보성군과 영광군의 강하주, 전북특별자치도 남원시의 신선주, 경기도 수원시의 약소주가 있다.
15세기 중반의 요리서 산가요록에서는 과하백주(過夏白酒)라고 했으며 1827년 백과사전집 임원경제지에서는 오향소주(五香燒酒)라고 했다.

## 같이 보기
- 강화 포도주
- 한국의 음료 목록